# خاریپ
گاریپ (به هلندی: Garijp) یک منطقهٔ مسکونی در هلند است که در تیچرکسترادیل واقع شده‌است. گاریپ ۱٬۸۹۴ نفر جمعیت دارد.